# Mechanitis caribensis
Mechanitis caribensis är en fjärilsart som beskrevs av Fox 1967. Mechanitis caribensis ingår i släktet Mechanitis och familjen praktfjärilar. Inga underarter finns listade i Catalogue of Life.